# Río Mataje
El Mataje es un río sudamericano perteneciente a la vertiente del Pacífico y que durante aproximadamente la mitad de su trayecto es la frontera entre Colombia y Ecuador.
El río desemboca en la bahía Ancón de Sardinas, punto donde comienza la frontera marítima entre Colombia y Ecuador.